# Aigle à ventre roux
Lophotriorchis kienerii
Genre
Espèce
Statut de conservation UICN

 NT  : Quasi menacé
Statut CITES
Synonymes
- Hieraaetus kienerii

L’Aigle à ventre roux (Lophotriorchis kienerii) est une espèce d'oiseaux de proie de la famille des Accipitridae. C'est la seule espèce du genre Lophotriorchis.

## Description
C'est un petit aigle de 54 à 60 cm de longueur. Il a de grandes ailes arrondies qu'il tient écartées au repos et une large queue courte.
L'adulte a le dos et la tête noirs. Le gorge et la poitrine sont blanches, la queue et les rémiges sont blanches rayées de noir. Le reste de la face ventrale est brun. Les deux sexes sont similaires.
Les immatures ont le plumage marron remplacé par du blac et des taches sombres sur les flancs.

## Alimentation
Il se nourrit principalement d'oiseaux et de petits mammifères.

## Reproduction
Le nid, fait de grandes branches, est construit dans un arbre. La femelle y pond un seul œuf.

## Répartition
On le trouve dans les régions tropicales d'Asie. Il vit au Sri Lanka, dans le Sud-Ouest et le Nord-Est de l'Inde, dans le Sud de l'Asie et en Indonésie.

## Habitat
Les régions forestières de l'Asie tropicale constitue son habitat naturel.

## Sous-espèces
D'après la classification de référence (version 14.1, 2024) de l'Union internationale des ornithologues, l'Aigle à ventre roux possède 2 sous-espèces (ordre philogénique) :
- Hieraaetus kienerii kienerii (de Sparre, 1835) ;
- Hieraaetus kienerii formosus (Stresemann, 1924).